# Tricharina
Tricharina — рід грибів родини Pyronemataceae. Назва вперше опублікована 1968 року.